# AleBrowar
AleBrowar – polski browar rzemieślniczy z Lęborka założony w 2012 roku przez Arkadiusza Wentę, Michała Saksa i Bartosza Napieraja. Ma na koncie 58 różnych piw uwarzonych w wielu stylach.
Właściciele browaru sami określają siebie oraz swoich fanów hop headami (z ang. chmielogłowi) – ma to sugerować, iż browar przykłada dużą wagę do dużej ilości użytego chmielu w jego produktach, w ten sposób stawiają siebie w opozycji do dużych browarów, które stronią od używania większych dawek tej rośliny.

## Historia

### Pierwsze lata istnienia

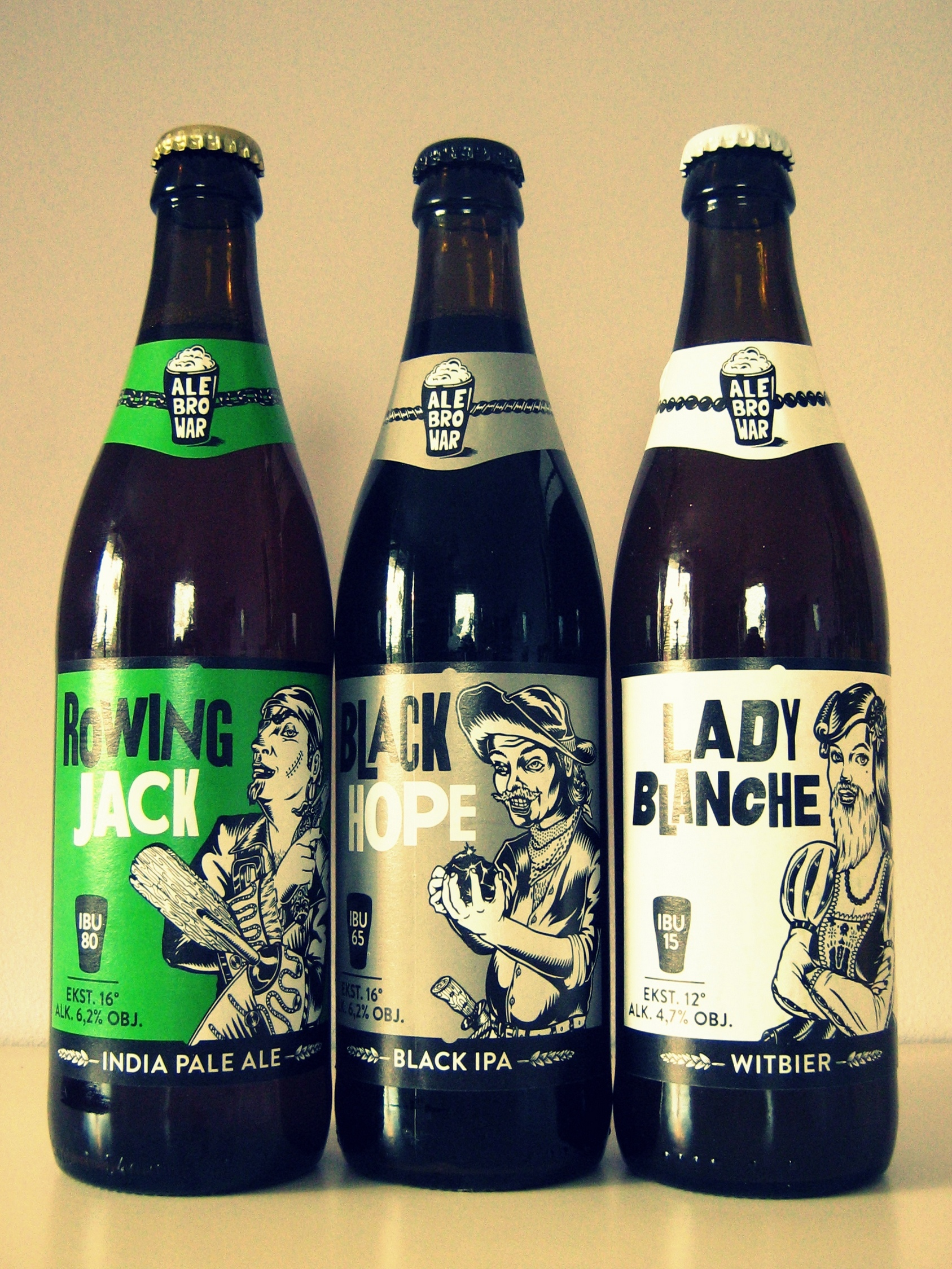
Butelki pierwszych trzech piw AleBrowaru

5 maja 2012 roku w 6 różnych pubach odbyła się premiera pierwszych dwóch piw browaru – Lady Blanche i Rowing Jack. Nieco później premierowało trzecie piwo – Black Hope, które zostało zaprezentowane 11 maja na Wrocławskim Festiwalu Dobrego Piwa. Wszystkie trzy piwa uwarzono kontraktowo w Browarze Gościszewo. Na następne premiery trzeba było czekać do końca sierpnia, kiedy debiutowały Amber Boy i Sweet Cow. Pierwsze piwo to amber ale chmielony amerykańskimi chmielami, drugie piwo było pierwszym uwarzonym w Polsce milk stoutem. Od początków działania AleBrowar współpracował z agencją Ostecx Créative, która odpowiadała za projekty etykiet browaru.
Październik przyniósł premierę piwa dyniowego Naked Mummy a w grudniu ukazało się pierwsze piwo z serii Saint No More, któremu towarzyszył konkurs fotograficzny. 21 grudnia browar poinformował również o planach budowy własnego fizycznego browaru, gdzie zaznaczył, iż budowa powinna rozpocząć się w 2013 roku.
Pierwszym piwem, które po raz pierwszy ujrzało światło dzienne w 2013 roku było Smoky Joe – foreign extra stout z dodatkiem słodu wędzonego torfem. Następnie browar uwarzył American pale ale King of Hop oraz pierwsze polskie piwo kooperacyjne wraz z Browarem Pinta i pubem Piwoteka Narodowa o nazwie B-Day Lądowanie w Bawarii – miało ono na celu uczczenie urodzin wszystkich trzech podmiotów. Kolejnymi premierami w tym roku były kolejno Ortodox Stout (początek nowej serii klasycznych piwa AleBrowaru o nazwie Ortodox), Brown Foot oraz Golden Monk.

### Rok 2014 i dalsza działalność
Podobnie jak w 2013, w roku 2014 pierwszym premierowym piwem było Smoky Joe, jednak tutaj piwo uwarzono ze zwiększonym w zasypie do 100% udziałem słodów wędzonych torfem a do leżakowania dodano płatki dębowe pozyskane z beczek po whisky, edycja ta została określona wersją fanowską i weszła do stałej oferty w miejsce wersji standardowej. Do tego uwarzono kolejną edycję kooperacji B-Day w postaci double chocolate milk stoutu oraz kontynuację serii Ortodox, tym razem w angielskim stylu mild ale.
Dość obfitym w premiery okazał się maj 2014 roku. Ukazała się double IPA Crazy Mike, india pale ale Hop Sasa – chmielone jedynie polskim chmielem a także kooperacyjne piwo z norweskim browarem Nøgne Ø – Deep Love. W sierpniu ogłoszono ankietę, której wynik miał przesądzić o doborze odmian chmielu do planowanej serii piw typu single hop – wygrały eksperymentalne odmiany HBC 342 i HBC 430, obydwa piwa miały identyczny zasyp jak Hop Sasa. Ten miesiąc przyniósł również piwo John Cherry – kwaśnego ale'a z wiśniami fermentowanego, oprócz często używanego przez browar szczepu Safale US-05, pozyskanymi z piwa Cantillon Gueuze dzikimi drożdżami oraz bakteriami.
We wrześniu w Norwegii AleBrowar ponownie uwarzył piwo kooperacyjne z Nøgne Ø o nazwie Polski Chmiel a w październiku browar zaprezentował specjalną wersję Hop Sasy, używając do produkcji świeżych szyszek chmielu odmiany Iunga (nie granulatu jak wcześniej), w grudniu, jak co roku, browar zaprezentował nowe piwo z serii Saint No More, tym razem ponownie, obok nowej wersji, wypuszczając edycję z 2013 roku. Wersja 2014 uwarzona została we współpracy duńskim browarem Bryggerhuset Veholt, za recepturę nowego produktu odpowiadał piwowar tego browaru Jan Halvor Fjeld. Światło dzienne ujrzał także następny sour ale – John Sour.
Pierwsza premiera AleBrowaru w 2015 roku to Hard Bride w stylu American barley wine. Kolejne piwa ukazały się dopiero w lipcu. Były to tradycyjna już kooperacja B-Day, tym razem był to ale z dodatkiem pieprzu przywiezionego z Maroka przez przedstawicieli Browaru Pinta i AleBrowaru oraz amerykańska pszenica Be Like Mitch. Kolejna premiera również okazała się kooperacją – nawiązano współpracę z niemieckim browarem rzemieślniczym BrauKunstKeller, w wyniku czego powstało piwo Herr Axolotl. Pojawiła się także kontynuacja serii Ortodox – teraz wybór padł na styl English IPA, do tego we wrześniu pojawił się American golden ale Last Cut.
Listopad przyniósł już trzecią w tamtym roku kooperację, powstał Baltic Freak we współpracy z włoskim Brewfistem, w grudniu za to Rowing Jack obchodził specyficzne święto – uwarzono setną warkę tego piwa. Jak co roku ukazała się także kolejna wersja Saint No More – black double rye IPA uwarzona z greckim browarem Solo (którego właścicielem jest były piwowar i współwłaściciel Nøgne Ø).
W marcu 2016 roku AleBrowar wyprodukował piwo Roo Ride – sesyjną IP-ę, lekkiego ale'a chmielonego jedynie australijską odmianą Vic Secret.
29 kwietnia 2016 roku browar otworzył swój pierwszy firmowy lokal – AleBrowar Gdynia (tego samego miesiąca premierował Imperial Smoky Joe – mocniejszy brat piwa Smoky Joe), 5 sierpnia powstał drugi – we Wrocławiu. W lipcu premierowało kolejne piwo z serii Ortodox: Pale Ale a we wrześniu nowy sour ale o nazwie Johnny Sour i rónolegle jego wersja z dodatkiem czarnej porzeczki. W październiku wypuszczono Imperial Smoky Joe w wersji leżakowanej w beczce po whisky, po czym w listopadzie gose z rabarbarem o nazwie Salty Barbara i w grudniu Saint No More 2016 – porter z dodatkiem kokosa.

### Otwarcie własnego browaru fizycznego
Na początku 2017 roku browar otworzył swój własny zakład produkcyjny, gdzie przeniósł produkcję z Browaru Gościszewo, w którym dzierżawił moce produkcyjne. Budynek znajduje się przy ulicy Pionierów w Lęborku i ma powierzchnię 1120 metrów kwadratowych, planowana maksymalna roczna produkcja wynosi 20 000 hektolitrów. W styczniu pojawił się kolejny kooperacyjny B-Day: 4.0 Panie Proszą Panów, west coast IPA What a Shot oraz, wypuszczając edycję Winter, browar dał początek nowej linii piw o nazwie RIS in Peace, w lutym za to do sprzedaży trafiła wersja Hard Bride leżakowana w beczkach po winie z winogron Chardonnay, wszystkie cztery trunki uwarzono jeszcze w Gościszewie. Pierwszym piwem wyprodukowanym w nowej placówce była kolejna kooperacja z Solo – Virgin Batch (z ang. Dziewicza Warka).
Kwiecień przyniósł stout Sweet Geek (znanego wtedy jako Skandynawskie Śniadanie) a maj drugie piwo z serii RIS in Peace, edycje wiosenną Spring z dodatkiem kwiatów czarnego bzu. W czerwcu browar wypuścił piwo kooperacyjne z Browarem Gościszewo – była to double IPA o nazwie Grim Team, powstała także white IPA Hula Hop.
W lipcu roku browar, podążając nowym trendem, uwarzył swoją własną interpretację stylu New England IPA – było to piwo Not So Scary. Po raz pierwszy użyto słodów marki Golden Promise, chmielu typu BBC Pure Pellet (konkretnie odmiany Mosaic) oraz płynnych drożdży The Yeast Bay Vermont Ale, mających dać dużą ilość estrów w gotowym produkcie. Premierze tego piwa towarzyszyła akcja AleŚwieże, która polegała na przyspieszonym transporcie piwa do zaangażowanych w wydarzenie barów – trunek dostarczano w warunkach chłodniczych maksymalnie sześć godzin od jego rozlewu. Innymi wydarzeniami lipca były premiery piw Shake the World a także Sweet Geek 2.0. Sierpień przyniósł premiery kolejnych dwóch piw: następnego z serii B-Day: 5.0 Fiesta Madziar z dodatkiem arbuzów przywiezionych z Węgier oraz El Fruto (piwo również dystrybuowane w ramach akcji AleŚwieże).
We wrześniu zadebiutowały Pear Time – gruszkowe pale ale, RIS in Peace – Summer a także Shake the World – Peach.

## Produkty

### Regularna oferta[57][58]
| Nazwa piwa                                                         | Styl                              | Esktrakt [°P] | Zawartość alkoholu [% obj.] | IBU | Użyte typy słodu                                                             | Użyte odmiany chmielu                           | Użyty szczep drożdży      | Dodatki                                                                                         |
| ------------------------------------------------------------------ | --------------------------------- | ------------- | --------------------------- | --- | ---------------------------------------------------------------------------- | ----------------------------------------------- | ------------------------- | ----------------------------------------------------------------------------------------------- |
| Amber Boy                                                          | amber ale                         | 12            | 5                           | 30  | pale ale, pszeniczny, wiedeński, Carared®, Carapils®                         | Cascade, Columbus, Willamette                   | Safale US-05              |                                                                                                 |
| Be Like Mitch                                                      | american wheat                    | 11,6          | 4,4                         | 28  | Pale Ale, pszeniczny, wiedeński, zakwaszający                                | Citra, Amarillo, Simcoe, Cascade                | Safale US-05              |                                                                                                 |
| Black Hope                                                         | black IPA                         | 16            | 6,2                         | 65  | pale ale, wiedeński, pszeniczny, Carapils®, Caramunich®, Carafa®             | Simcoe, Chinook, Citra, Cascade, Palisade       | Safale US-05              |                                                                                                 |
| Brown Foot                                                         | india brown ale                   | 16            | 6,2                         | 80  | pale ale, pszeniczny, Château Chocolat, Crystal, zakwaszający                | Simcoe, Cascade, Chinook, Zeus                  | Safale US-05              | cukier                                                                                          |
| Crazy Mike                                                         | double IPA                        | 20            | 9                           | 100 | pale ale, pszeniczny, wiedeński, Carapils®, zakwaszający                     | Cascade, Citra, Chinook, Centennial, Columbus   | Safale US-05              | cukier Candy White Sugar                                                                        |
| El Fruto                                                           | hazy juicy double IPA             | 20            | 8                           |     |                                                                              |                                                 |                           | mango                                                                                           |
| Golden Monk                                                        | saison IPA                        | 18            | 7,2                         | 60  | pale ale, pszeniczny, abbey, melanoidynowy, zakwaszający                     | Citra, Palisade, Willamette, Centennial         | Safbrew T-58              | cukier Candy Sugar Dark                                                                         |
| Hard Bride                                                         | American barley wine              |               | 9,8                         | 110 |                                                                              |                                                 |                           |                                                                                                 |
| Hard Bride Chardonnay Barrel Aged                                  | American barley wine barrel aged  |               | 9,8                         | 110 |                                                                              |                                                 |                           |                                                                                                 |
| Hop Sasa                                                           | Polish IPA                        | 14            | 5                           | 60  | pilzneński, pszeniczny, wiedeński, Carapils®, zakwaszający                   | Iunga                                           | Safale US-05              |                                                                                                 |
| Hula Hop                                                           | white IPA                         |               | 5,2                         |     |                                                                              |                                                 |                           |                                                                                                 |
| Imperial Smoky Joe                                                 | imperial whisky stout             | 24            | 9,8                         | 65  | pale ale, pszeniczny, whisky malt 45 ppm, Carapils®, czekoladowy pszeniczny, | Columbus, Cascade, Willamette                   | Safale US-04              | platki owsiane, palony jęczmień                                                                 |
| Imperial Smoky Joe Barrel Aged                                     | imperial whisky stout barrel aged | 24            |                             |     |                                                                              |                                                 |                           |                                                                                                 |
| John Cherry                                                        | sour ale                          | 16            | 6,5                         | 15  | pilzneński, pszeniczny,                                                      | Cascade                                         | Cantillon i Safale US-05  | sok z wiśni, piwo Cantillon Gueuze Lambic                                                       |
| Johnny Sour                                                        | sour ale                          |               | 7                           | 15  |                                                                              |                                                 |                           |                                                                                                 |
| Johnny Sour z Czarną Porzeczką                                     | sour ale                          |               | 7                           | 15  |                                                                              |                                                 |                           | czarna porzeczka                                                                                |
| King of Hop                                                        | American pale ale                 | 12            | 5                           | 45  | pale ale, pszeniczny, wiedeński, Carapils®, zakwaszający                     | Amarillo, Centennial, Mosaic                    | Safale US-05              |                                                                                                 |
| Lady Blanche                                                       | witbier                           | 12            | 4,7                         | 15  | pszeniczny, pilzneński                                                       | Hallertau Tradition                             | Safbrew S-33              | niesłodowana pszenica, niesłodowany owies, kolendra indyjska, skórka pomarańczy odmiany Curaçao |
| Last Cut                                                           | American golden ale               | 18            | 7,1                         |     |                                                                              |                                                 |                           |                                                                                                 |
| Naked Mummy                                                        | pumpkin ale                       | 16            | 6,2                         | 45  | pale ale, pszeniczny, Caraamber®, wiedeński, Carapils®                       | Willamette, Cascade, Palisade                   | Safale US-05              | dynia, cynamon, wanilia, gałka muszkatołowa, imbir, ziele angielskie                            |
| Not So Scary                                                       | New England IPA                   | 14            | 5,2                         | 25  | Golden Promise                                                               | Citra, Mosaic BBC Pure Pellet, Galaxy, Amarillo | The Yeast Bay Vermont Ale |                                                                                                 |
| Ortodox English IPA                                                | india pale ale                    |               | 5                           |     |                                                                              |                                                 |                           |                                                                                                 |
| Ortodox Mild                                                       | mild ale                          | 10            | 4,2                         |     |                                                                              |                                                 |                           |                                                                                                 |
| Ortodox Pale Ale                                                   | English pale ale                  |               | 4,2                         |     |                                                                              |                                                 |                           |                                                                                                 |
| Ortodox Stout                                                      | stout                             |               | 5,6                         |     |                                                                              |                                                 |                           |                                                                                                 |
| Pear Time                                                          | pear pale ale                     | 12            | 5                           |     |                                                                              |                                                 |                           |                                                                                                 |
| RIS in Peace – Spring                                              | Russian imperial stout            | 24            | 9,8                         |     |                                                                              |                                                 |                           | kwiaty czarnego bzu                                                                             |
| RIS in Peace – Summer                                              | Russian imperial stout            |               |                             |     |                                                                              |                                                 |                           |                                                                                                 |
| RIS in Peace – Winter                                              | Russian imperial stout            | 24            | 9,8                         | 65  |                                                                              |                                                 |                           | cynamon, skórki pomarańczy, goździki                                                            |
| Roo Ride                                                           | session IPA                       | 9             | 3,1                         | 40  |                                                                              | Vic Secret                                      |                           |                                                                                                 |
| Rowing Jack                                                        | india pale ale                    | 16            | 6,2                         | 70  | pale ale, pszeniczny, wiedeński, Carapils®                                   | Simcoe, Chinook, Citra, Cascade, Palisade       | Safale US-05              |                                                                                                 |
| Salty Barbara                                                      | gose                              | 12            | 4,7                         | 15  |                                                                              |                                                 |                           | rabarbar                                                                                        |
| Shake the World                                                    | milkshake pale ale                |               | 5                           |     |                                                                              | Cascade                                         |                           | laktoza, wanilia                                                                                |
| Shake the World – Peach                                            | milkshake pale ale                |               | 5                           |     |                                                                              |                                                 |                           | laktoza, wanilia, brzoskwinie                                                                   |
| Smoky Joe Edycja Fanowska                                          | whisky extra stout                | 16            | 6,2                         | 45  | whisky malt 45 ppm                                                           | Challenger, Fuggles                             | Safale US-04              | płatki dębowe z beczki po whisky                                                                |
| Sweet Cow                                                          | milk stout                        | 12            | 5                           | 28  | pale ale, pszeniczny, wiedeński, Carapils®, Carafa®                          | Challenger, Fuggles                             | Safale US-04              | palony jęczmień, płatki owsiane, laktoza                                                        |
| Sweet Geek (inaczej Skandynawskie Śniadanie lub Stout Śniadaniowy) | breakfast milk stout              |               | 14                          |     |                                                                              |                                                 |                           | płatki Chocapic                                                                                 |
| Sweet Geek 2.0                                                     | breakfast milk stout              | 14            | 4,7                         |     |                                                                              |                                                 |                           | Cini Minis                                                                                      |
| What a Shot                                                        | west coast IPA                    | 14            | 5                           | 60  |                                                                              |                                                 |                           |                                                                                                 |

### Seria Saint No More
Co roku, w grudniu, ukazuje się piwo Saint No More – piwo świąteczne, które z każdą edycją posiada inną recepturę.
| Nazwa piwa         | Styl                                | Esktrakt [°P] | Zawartość alkoholu [% obj.] | IBU | Użyte typy słodu                                         | Użyte odmiany chmielu | Użyty szczep drożdży | Dodatki                                                 | Inne                                         |
| ------------------ | ----------------------------------- | ------------- | --------------------------- | --- | -------------------------------------------------------- | --------------------- | -------------------- | ------------------------------------------------------- | -------------------------------------------- |
| Saint No More 2012 | christmas ale                       |               | 6,2                         | 55  |                                                          |                       |                      | miód wielokwiatowy, płatki dębowe (podczas leżakowania) |                                              |
| Saint No More 2013 | india pale ale                      | 16            | 6,2                         | 80  | pale ale, pszeniczny, wiedeński, Carapils®, zakwaszający | Simcoe                | Safale US-05         |                                                         | Powtórzone również w roku 2014.              |
| Saint No More 2014 | hoppy dark ale                      |               | 6,5                         | 75  |                                                          |                       |                      |                                                         | Wynik kooperacji z Bryggerhuset Veholt.      |
| Saint No More 2015 | black double rye IPA                |               | 8,7                         | 70  |                                                          |                       |                      |                                                         | Wynik kooperacji z greckim browarem Solo.    |
| Saint No More 2016 | coconut porter                      |               | 6,2                         | 55  |                                                          |                       |                      |                                                         |                                              |
| Saint No More 2017 | sour salty ginger passion fruit IPA | 16            | 6,3                         |     | słód pilzneński, słód pszeniczny                         |                       |                      | płatki owsiane, różowa sól, marakuja, imbir             | w kooperacji z browarem AFBrew z Petersburga |

### Kooperacje
Piwa powstałe w wyniku współpracy z innymi browarami.
| Nazwa piwa                   | Styl                        | Esktrakt [°P] | Zawartość alkoholu [% obj.] | IBU | Użyte typy słodu                                          | Użyte odmiany chmielu             | Użyty szczep drożdży              | Dodatki                                           | Inne                                                       |
| ---------------------------- | --------------------------- | ------------- | --------------------------- | --- | --------------------------------------------------------- | --------------------------------- | --------------------------------- | ------------------------------------------------- | ---------------------------------------------------------- |
| Baltic Freak                 | imperialny porter bałtycki  | 24            | 11                          |     |                                                           |                                   |                                   | śliwka                                            | Uwarzone z włoskim browarem Brewfist.                      |
| B-Day Lądowanie w Bawarii    |                             |               |                             |     |                                                           |                                   |                                   |                                                   | Urodzinowa kooperacja z Browarem Pinta i Piwoteką Narodową |
| B-Day 2.0 Przewrót Mleczny   | double chocolate milk stout |               |                             |     |                                                           |                                   |                                   | laktoza, prażone ziarno kakaowca (do leżakowania) | Urodzinowa kooperacja z Browarem Pinta i Piwoteką Narodową |
| B-Day 3.1 Spoko Marocco      | pepper pale ale             |               |                             |     |                                                           |                                   |                                   |                                                   | Urodzinowa kooperacja z Browarem Pinta i Piwoteką Narodową |
| B-Day 4.0 Panie Proszą Panów | perlage New Zealand Dry IPA | 9             | 3                           |     |                                                           |                                   |                                   |                                                   | Urodzinowa kooperacja z Browarem Pinta i Piwoteką Narodową |
| B-Day 5.0 Fiesta Madziar     | arbuzowe gose               | 12            | 4,7                         |     |                                                           |                                   |                                   |                                                   | arbuz                                                      |
| Deep Love                    | west coast belgian rye IPA  | 16            | 6,5                         | 100 | pilzneński, pale rye, pszeniczny, monachijski, carmel rye | Amarillo, Chinook, Mosaic, Simcoe | White Labs WLP 566 Belgian Saison |                                                   | Kooperacja z norweskim Nøgne Ø                             |
| Grim Team                    | double IPA                  | 20            | 9                           |     |                                                           |                                   |                                   |                                                   | Kooperacja z Browarem Gościszewo.                          |
| Herr Axolotl                 | summer pale ale             |               | 5,2                         | 69  | pilzneński, monachijski, pszeniczny, karmelowy            | Iunga, Huell Melon                | Safale US-05                      |                                                   | Kooperacja z niemieckim BrauKunstKeller.                   |
| Polski Chmiel                |                             |               |                             |     |                                                           | Iunga                             |                                   |                                                   | Kooperacja z norweskim Nøgne Ø                             |
| Virgin Batch                 | imperial brown ale          | 18            | 7,5                         |     |                                                           |                                   |                                   |                                                   | Kooperacja z norweskim Nøgne Ø                             |

### Wycofane z oferty
| Nazwa piwa             | Styl               | Esktrakt [°P] | Zawartość alkoholu [% obj.] | IBU | Użyte typy słodu                                                            | Użyte odmiany chmielu | Użyty szczep drożdży | Dodatki | Inne |
| ---------------------- | ------------------ | ------------- | --------------------------- | --- | --------------------------------------------------------------------------- | --------------------- | -------------------- | ------- | ---- |
| IPA single hop HBC 342 | india pale ale     | 14            |                             |     | pilzneński, pszeniczny, wiedeński, Carapils®, zakwaszający                  | HBC 342               |                      |         |      |
| IPA single hop HBC 430 | india pale ale     | 14            |                             |     | pilzneński, pszeniczny, wiedeński, Carapils®, zakwaszający                  | HBC 430               |                      |         |      |
| John Sour              | sour ale           |               | 6,5                         |     |                                                                             |                       |                      |         |      |
| Smoky Joe              | whisky extra stout | 16            | 6,2                         | 45  | pale ale, pszeniczny, whisky malt 45 ppm, Carapils®, czekoladowy pszeniczny | Challenger, Fuggles   | Safale US-04         |         |      |

### Inne
W swojej ofercie AleBrowar sezonowo posiada również szklanki, bluzy oraz koszulki ozdobione motywami związanymi z browarem.

## Nagrody i wyróżnienia

### 2016

#### PlebiscytZłote Krasnale 2016grupy Jak będzie w piwie?[85]
1. AleBrowar – trzecie miejsce w kategorii Antybrowar Roku 2016;
2. Hard Bride – trzecie miejsce w kategorii Mocne jasne ale;
3. Lazy Barry – drugie miejsce w kategorii Piwo wędzone klasyczne;
4. Ortodox Pale Ale – drugie miejsce w kategorii Brytyjskie ale;
5. Roo Ride – drugie miejsce w kategorii Antypiwo Roku 2016.

### 2015

#### PlebiscytZłote Krasnale 2015grupy Jak będzie w piwie?[86]
1. Hard Bride – drugie miejsce w kategorii Strong ale;
2. King of Hop – trzecie miejsce w kategorii American Pale Ale/Golden Ale/Session IPA/Blond Ale;
3. Saint No More 2015 – drugie miejsce w kategorii Black India Pale Ale;
4. So Far So Dark – drugie miejsce w kategorii Porter górnej fermentacji/brown ale.

### 2012

#### Plebiscyt konsumencki portalu Browar.biz 2012[87]
1. Amber Boy – pierwsze miejsce w kategorii Piwa jasne górnej fermentacji – do 13°BLG;
2. Black Hope – pierwsze miejsce w kategorii Piwa ciemne górnej fermentacji – pow. 13°BLG, drugie miejsca w kategoriach Debiut Roku 2012 oraz Piwo Roku 2012;
3. Lady Blanche – trzecie miejsce w kategorii Piwa pszeniczne – wit/blanche;
4. Rowing Jack – pierwsze miejsca w kategoriach Piwa jasne górnej fermentacji – pow. 13°BLG, Debiut Roku 2012 oraz Piwo Roku 2012;
5. Sweet Cow – pierwsze miejsce w kategorii Piwa ciemne górnej fermentacji – do 13°BLG.